# 괴산 각연사 석조귀부
괴산 각연사 석조귀부(槐山 覺淵寺 石造龜趺)는 충청북도 괴산군 칠성면, 각연사에 있는 석조귀부이다. 2001년 10월 26일 충청북도의 유형문화재 제212호로 지정되었다.
이 석조귀부는 남북 기준방향에서 북서∼남동 방향으로 30˚가량 틀어져 있다. 현재 비신(碑身)과 이수(이首)는 결실되었고 귀부(龜趺)만 남아 있다.
귀부는 받침석과 한 돌로 조각되었으며 받침석의 평면형태는 방형이다. 4개의 다리는 힘차고 생동감있게 묘사되었고 발톱은 날카롭다. 등면의 귀갑문은 좌우 대칭으로 표현되었는데 4각형과 6각형의 변형된 형태이다. 귀갑문 안에는 타원형이 변형된 꽃무늬를 장식하였다. 목과 귀두는 따로 만들어 끼우도록 한 것이나 지금은 유실되었다. 목과 등이 연결되는 부분에는 연꽃무늬 모양을 조식하였다. 비좌(碑座)는 장방형으로 화려한 구름무늬와 안상(眼象)을 표현하였으며, 괴임을 조출하였다.

## 같이 보기
- 각연사

## 참고 자료
- 괴산 각연사 석조귀부 - 국가유산청 국가유산포털